# Milan Hnilička
Milan Hnilička (* 25. Juni 1973 in Litoměřice, Tschechoslowakei) ist ein ehemaliger tschechischer Eishockeytorwart und -funktionär sowie Politiker. Während seiner langjährigen Karriere in Nordamerika hat er in der National Hockey League für die New York Rangers, Atlanta Thrashers und Los Angeles Kings gespielt. Von 2017 bis 2021 gehörte er dem tschechischen Abgeordnetenhaus an.

## Karriere

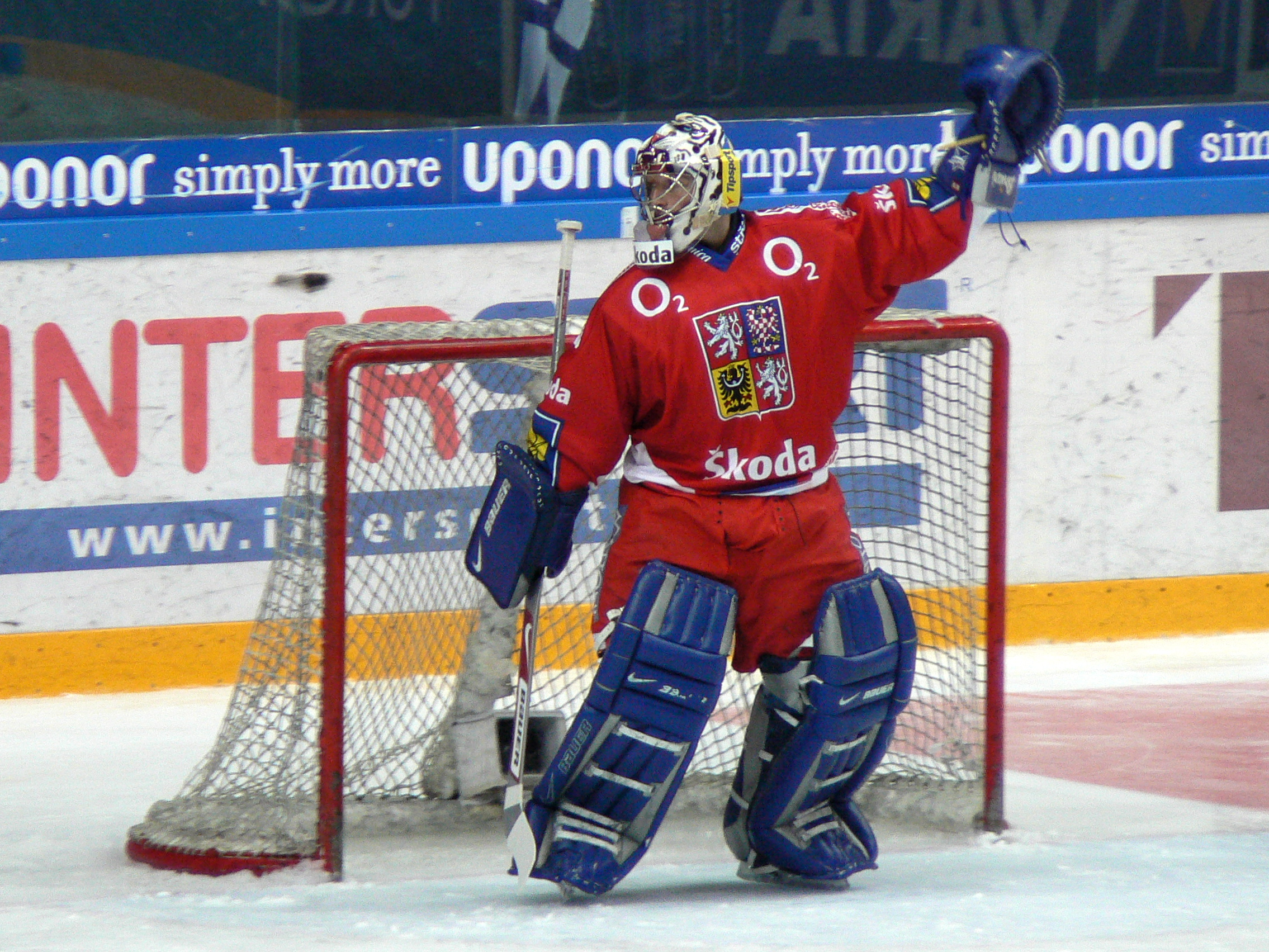
Milan Hnilička im tschechischen Nationaltrikot (2008)

Milan Hnilička begann seine Karriere beim HC Kladno, für den er in der Saison 1989/90 in der ersten tschechoslowakischen Liga debütierte. Während des NHL Entry Draft 1991 wurde er in der vierten Runde an 70. Stelle von  den New York Islanders ausgewählt. Seine erste Station in Nordamerika waren die Swift Current Broncos aus der WHL, die ihn 1992 beim ersten CHL Import Draft 1992 in der ersten Runde als insgesamt vierten Spieler gedraftet hatten und für die er die Saison 1992/93  absolvierte. In den folgenden zwei Jahren spielte er bei den Richmond Renegades, Salt Lake Golden Eagles und Denver Grizzlies. Im Sommer 1995 kehrte er nach Tschechien zum HC Kladno zurück. Zwei Jahre später wechselte er innerhalb der Liga zum HC Sparta Prag, bevor ihn die New York Rangers 1999 als Free Agent in ihr Farmteam nach Hartford holten. In der Saison 1999/2000 gab er sein NHL-Debüt für die Rangers und am Ende der Saison gewann Hnilička den Calder Cup mit dem Hartford Wolf Pack.
Im Sommer 2000 lief der Vertrag mit den Rangers aus und Milan Hnilička wechselte zu den Atlanta Thrashers, wo er sich im Trainingslager gegen Norm Maracle durchsetzte und Back-up von Stammtorhüter Damian Rhodes wurde. In der folgenden Saison plagte sich Rhodes mit Verletzungen, so dass Hnilička zum Stammtorhüter wurde und in 60 Spielen eine Fangquote von 90,8 % erreichte. Nachdem er den größten Teil der Saison 2002/03 beim Farmteam der Thrashers, den Chicago Wolves, verbracht hatte, wurde er im September 2003 an die Los Angeles Kings abgegeben. Aber auch bei den Kings konnte er sich nicht durchsetzen und absolvierte nur zwei NHL-Spiele. Danach wurde er bei den Manchester Monarchs in der AHL eingesetzt. Am 31. Dezember 2003 verletzte er im Spiel gegen die Phoenix Coyotes am Finger und erholte sich bis zum Saisonende nicht mehr von dieser Verletzung.
Da ihm im Sommer 2004 kein neuer NHL-Vertrag angeboten wurde und der NHL-Lockout schon absehbar war, entschied sich Hnilička zu einem Wechsel in die Heimat zu den Bílí Tygři Liberec, für den er bis zum Herbst 2007 spielte. Danach wurde er vom russischen Superligisten Salawat Julajew Ufa verpflichtet, kehrte aber im Sommer 2008 nach Liberec zurück. Nach der Saison 2008/09 bekam er keinen neuen Vertrag und war zunächst vereinslos. Erst im Dezember 2009 wurde er vom HC Slavia Prag verpflichtet, aber nach drei Einsätzen für Slavia wurde sein Vertrag Mitte Januar 2010 aufgelöst.
2010 beendete er seine Spielerkarriere und wurde Sportmanager beim BK Mladá Boleslav. 2012 beendete er seine Tätigkeit in Mladá Boleslav und arbeitete anschließend bis 2018 in verschiedenen Positionen für die U17-, U18-, U20- und Herren-Nationalmannschaft des tschechischen Eishockeyverbandes.
2017 trat Hnilička als unabhängiger Kandidat für die politische Bewegung ANO 2011 bei der Abgeordnetenhauswahl an und gewann das Mandat im Wahlkreis Mittelböhmen. In der folge gehörte er dem Abgeordnetenhaus an, gehörte verschiedenen Ausschüssen an und leitete ab 2019 parallel die neu gegründete Nationale Sportagentur. Im Januar 2021 trat er von seinen politischen Ämtern zurück.
Seit September 2022 ist Hnilička erneut Sportmanager der tschechischen Nationalmannschaft.

### International
Milan Hnilička hat im Laufe seiner Karriere an allen großen internationalen Titelkämpfen teilgenommen. Seine ersten Erfolge feierte er im Trikot der U18-Nationalmannschaft der Tschechoslowakei, als er bei der U18-Europameisterschaft 1991 zum besten Torhüter ausgezeichnet und ins All-Star-Team gewählt wurde. Im selben Jahr und auch 1992 nahm er an der U20-Weltmeisterschaft teil.
Bereits vor der Teilung seines Heimatlandes gehörte er zum tschechoslowakischen Kader bei den Weltmeisterschaften 1991 und 1992, kam aber nicht zum Einsatz. Anschließend gewann er mit der tschechischen Nationalmannschaft  mehrere Bronzemedaillen bei Weltmeisterschaften. Der größte Erfolg seiner Karriere war der Gewinn der Goldmedaille bei den Olympischen Winterspielen 1998 in Nagano, obwohl er in keinem Spiel zum Einsatz kam.
Ein Jahr später gewann er mit der tschechischen Auswahl den Weltmeistertitel als Stammtorhüter und konnte diesen Erfolg 2001 und 2005 wiederholen. Im Februar 2006 gewann er die Bronzemedaille der Olympischen Winterspiele in Turin, wo er sich den Torhüterposten mit Tomáš Vokoun teilte. Im gleichen Jahr errang er eine weitere WM-Medaille, diesmal die Silbermedaille. Er nahm für Tschechien insgesamt an acht Weltmeisterschaften teil.

## Erfolge und Auszeichnungen
| - 1991 Goldmedaille bei der U18-Junioren-Europameisterschaft - 1991 Bester Torhüter und Wahl ins All-Star-Team der U18-Junioren-Europameisterschaft - 1992 Bronzemedaille bei der Weltmeisterschaft (ohne Einsatz) - 1997 Bronzemedaille bei der Weltmeisterschaft - 1998 Goldmedaille bei den Olympischen Winterspielen (ohne Einsatz) - 1998 Bronzemedaille bei der Weltmeisterschaft - 1999 Goldmedaille bei der Weltmeisterschaft - 2000 Gewinn des Harry „Hap“ Holmes Memorial Award (gemeinsam mit Jean-François Labbé) | - 2000 Gewinn des Calder Cup mit Hartford - 2001 Goldmedaille bei der Weltmeisterschaft - 2005 Bester Torhüter der Extraliga - 2005 Goldmedaille bei der Weltmeisterschaft - 2006 Bronzemedaille bei den Olympischen Winterspielen - 2006 Silbermedaille bei der Weltmeisterschaft - 2007 Beste Fangquote der Extraliga 2006/07 |

## Trivia
Der tschechische Komponist Martin Smolka komponierte 2001–2003 die Oper "Nagano" über den Goldmedaillengewinn der tschechischen Eishockeynationalmannschaft bei der Olympiade in Nagano. Die Handlung des Bühnenwerks wird aus der Sicht des dritten Torwarts Milan Hnilička und seiner Eltern erzählt.